# Stevie Bill
Stevie Bill (geboren te Amsterdam) is een Nederlandse zangeres en liedschrijver. Ze heeft twee ep's uitgebracht; Messy in 2022 en I Was A Platinum Blonde in 2024.

## Biografie
Bill is geboren uit een Nederlandse vader en Britse moeder. Haar moeder was zangeres en zelf leerde ze op jonge leeftijd piano spelen. Op zeventienjarige leeftijd verhuisde ze, nadat ze haar middelbare school had afgerond, naar Berlijn om zich daar te focussen op muziek. Ze was hier vooral liedschrijver. In 2019 werd ze aangenomen op aan de Clive Davis Institute of Recorded Music van de Tisch School of the Arts te New York.
In New York begon ze aan haar eigen muziekcarrière. Haar eerste single was The Hotel in 2020. Deze single volgde ze enkele maanden later op met Better. Dit lied schreef ze in de eerste week dat ze in New York was. Na deze twee singles was het voor twee jaar stil rondom de zangeres, totdat ze in 2022 terugkwam met de hyperpopsingle Good Luck to your New Girlfriend. Ze bracht vervolgens enkele singles uit voordat ze kwam met haar debuut-ep Messy, waarbij ze inspiratie haalde uit de muziek van Charli XCX, Kim Petras, Britney Spears en Avril Lavigne. Andere inspiraties waren haar vrienden en een relatiebreuk. Van deze ep werd Poison een hit in de alternatieve popscene.
Met het succes van Messy stond Bill in 2023 in het voorprogramma van de Amerikaanse tour van Aiden Bissett en de Britse tour van Nieve Ella. Ze bracht de singles Amsterdam en Hahaha uit en in de zomer van 2023 was ze voorprogramma van naamgenoot Stevie Nicks in Hyde Park. Ondertussen studeerde ze af bij haar muziekopleiding en in begin 2024 tekende ze een contract bij Warner Music Benelux. Na de eerst singles Girl en Lalala bij Warner, kwam ze in september 2024 met haar tweede ep I Was A Platinum Blonde. Met deze ep deed ze een tour door het Verenigd Koninkrijk en de Verenigde Staten. Ze werd eind 2024 aangekondigd als een van de namen voor Noorderslag 2025.
Naast haar eigen muziek, schrijft Bill ook voor anderen. Artiesten waarvoor ze heeft meegeschreven aan nummers zijn onder andere Rei Brown, Joji, Casey Lowry, Daine, Daya, Abigail Barlow, Gayle, Lenny Monsou en Daniel Leggs.

## Discografie (albums en ep's)
- Messy (ep, 2022)
- I Was A Platinum Blonde (ep, 2024)